# Castilleja unalaschcensis
Castilleja unalaschcensis är en snyltrotsväxtart som först beskrevs av Adelbert von Chamisso och Schltdl., och fick sitt nu gällande namn av Malte Oscar Malte. Castilleja unalaschcensis ingår i släktet målarborstar, och familjen snyltrotsväxter. Inga underarter finns listade i Catalogue of Life.